# Film étirable
Pour les articles homonymes, voir Film.
Un film étirable, aussi appelé film alimentaire plastique ou, à tort, cellophane, est une pellicule de matière plastique, ductile, transparente et adhérente, à usage unique utilisée pour la protection des denrées alimentaires.

## Histoire
En 1933, Ralph Wiley était stagiaire au laboratoire Dow Chemical. Alors qu'il nettoyait de la verrerie après des essais, un dépôt formé sur une éprouvette lui résistait, impossible à éliminer.
Il venait de découvrir accidentellement le polychlorure de vinylidène (PVDC), un polymère apparenté au PVC, auquel son caractère cristallin donne une résistance élevée aux solvants et aux acides, et une imperméabilité excellente aux gaz (vapeur d'eau, oxygène, etc.), comparable à celle de l’éthylène-alcool polyvinylique (EVOH).
Quelques aménagements permirent aux chercheurs de Dow Chemical d’en faire un matériau militaire, vert foncé, le Saran (ainsi baptisé en souvenir de l'inventeur, dont les filles se prénommaient Sarah et Anne), permettant de protéger les pièces d’avion de la corrosion marine sur les porte-avions. Après la guerre, l'entreprise vint à bout de son odeur désagréable et de sa couleur, et parvint à obtenir l’agrément alimentaire pour le PVDC. Il fut assez facile de l’extruder en film, et, comme il avait la particularité de se coller spontanément à peu près à tout, y compris à lui-même, l'entreprise imagina de le commercialiser pour l'usage que l'on connaît aujourd'hui, d'abord à l'intention de l'industrie, en 1949, puis des foyers, en 1953. Le film étirable devint le premier produit du groupe destiné aux particuliers, sous le nom de Saran Wrap, qui est encore le nom générique donné aux États-Unis et au Canada aux bobineaux ménagers.
Quand, dans leur sketch L'Homme de 2000 ans, Carl Reiner demande à Mel Brooks de désigner la plus grande invention de l’histoire de l’humanité, celui-ci répond : « Le Saran Wrap. »
Depuis 2015 plusieurs entreprises de recyclage de plastique utilisent des bouteilles d'eau pour fabriquer à partir de ces dernières du film étirable. Une bouteille d'eau de 1.5L permet de fabriquer 200 mètres de film étirable. Cela permet d’économiser chaque année en France plus de 150 tonnes de déchets plastique et 3000 tonnes de CO₂ par an.

## Évolution
Depuis, on a découvert que d’autres matériaux permettent à des films de devenir collants : le polyéthylène additivé et le PVC plastifié, par exemple. Ils sont moins chers que les films à base de PVDC, et les caractéristiques barrière de ce matériau ne leur manquent pas puisqu’ils n’agissent que dans la protection des aliments et non pas leur conservation. On situe vers les années 1960 les débuts des films étirables destinés au contact alimentaire, transparents et performants, à base de PVC, puis aux années 1980 ceux des films à base de polyoléfines. Goodyear lança le film étirable en PVC plastifié, mais aujourd'hui un seul site de production subsiste sous la marque du fabricant de pneumatiques, à São Paulo, au Brésil.